# Chiesa di San Romano (Lucca)
Il convento di San Romano con l'annessa chiesa omonima è una chiesa di Lucca che si trova in piazza San Romano, a ridosso del Palazzo degli Anziani della Repubblica (detto oggi Palazzo Ducale), cuore della vita civica e sociale della città (ad esso la chiesa è collegata da un corridoio sopraelevato).

## Storia e descrizione
È il più antico e prestigioso convento domenicano di Lucca, che ebbe fin dall'inizio un ruolo di primo piano nella vita religiosa e civile della città. Il momento più intenso è legato alle strette relazioni con il Savonarola e il suo ambiente. Consacrata la chiesa nel 1281, l'impianto ad aula unica venne ampliato nella zona presbiteriale, dove vennero create attorno al 1373 cinque cappelle. La facciata della chiesa è rimasta incompiuta; essa perdette importanza come accesso privilegiato a favore del fianco sinistro alla cui porta venne addossato nel XV secolo un porticato. 
Resti di sepolture di nobili famiglie lucchesi sono addossate al fianco sinistro. Tra queste si trovava un tempo anche quella del grande patriota repubblicano Francesco Burlamacchi che recava la seguente iscrizione: 
«ANCHE DA QUESTA TOMBA / DOVE LA MADRE SUA E UN FIGLIO RIPOSANO / CHIEDE INVANO DI RIPOSARE / SIA GLORIA A FRANCESCO BURLAMACCHI / LUCCHESE / CHE CONTRO OGNI TIRANNIDE / MEDITO' E PREPARAVA LA LIBERTA' / DELLA FEDERAZIONE DELLE TOSCANE REPUBBLICHE / E PER QUEL SOGNO GENEROSO / PERI' DECAPITATO IL 14 FEBBRAIO 1548 / MENTRE VAGHEGGIAVA ROMA / RESTITUITA ALLA CIVILTÀ DELL' IMPERO»
Tra le sepolture troviamo anche quella del cardinale Leonardo Patrasso, morto a Lucca il 7 dicembre 1311 mentre era in viaggio assieme ad altri due cardinali per l'incoronazione dell'imperatore Enrico VII. L'attuale assetto interno è il risultato dei lavori effettuati tra il 1661 e il 1666.
Tornata all'antico splendore con il completo restauro delle numerose opere d'arte presenti al suo interno, dal 2004 la chiesa è adibita ad auditorium con una capienza di 450 posti.

## Galleria d'immagini

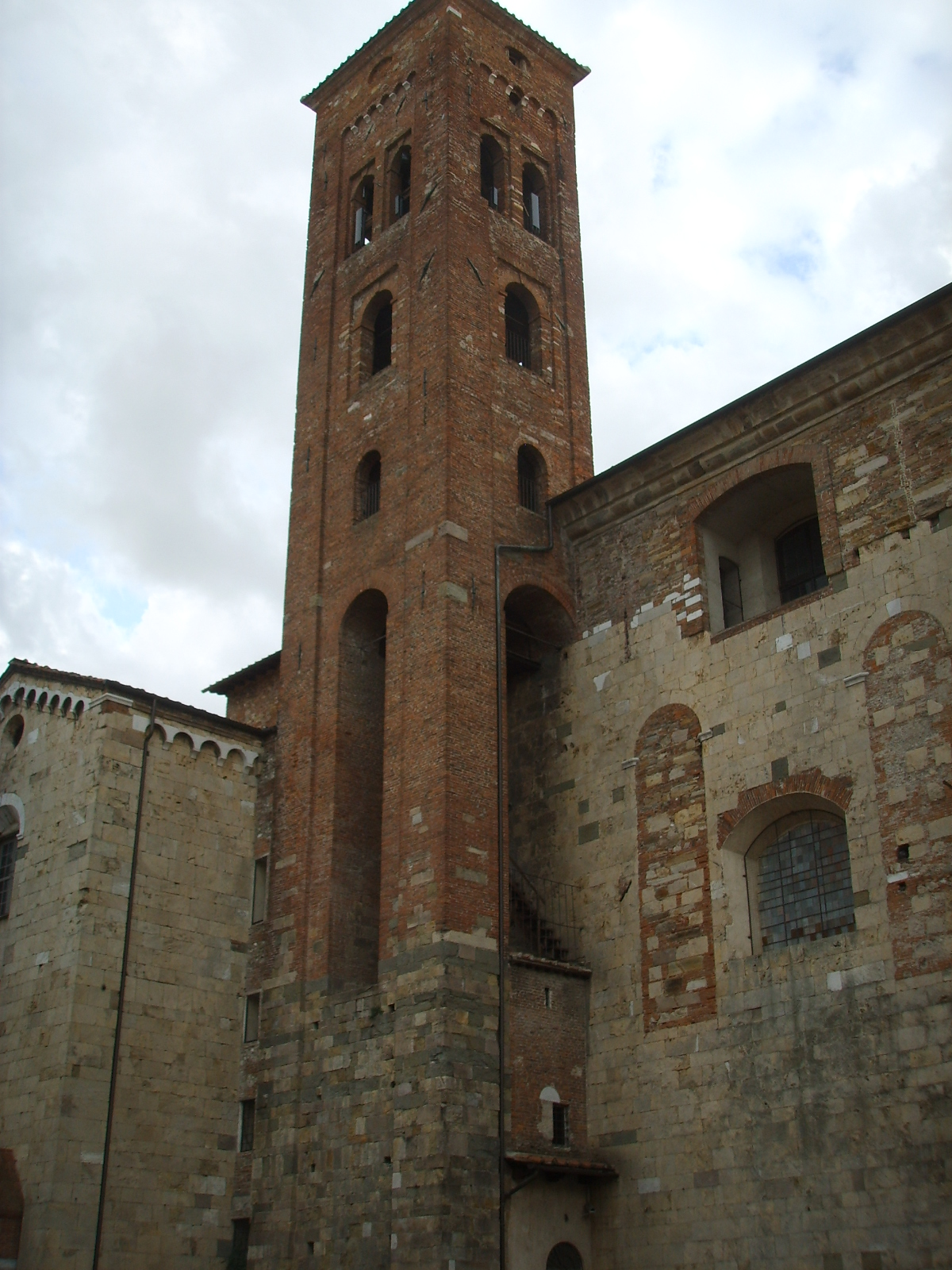
Campanile
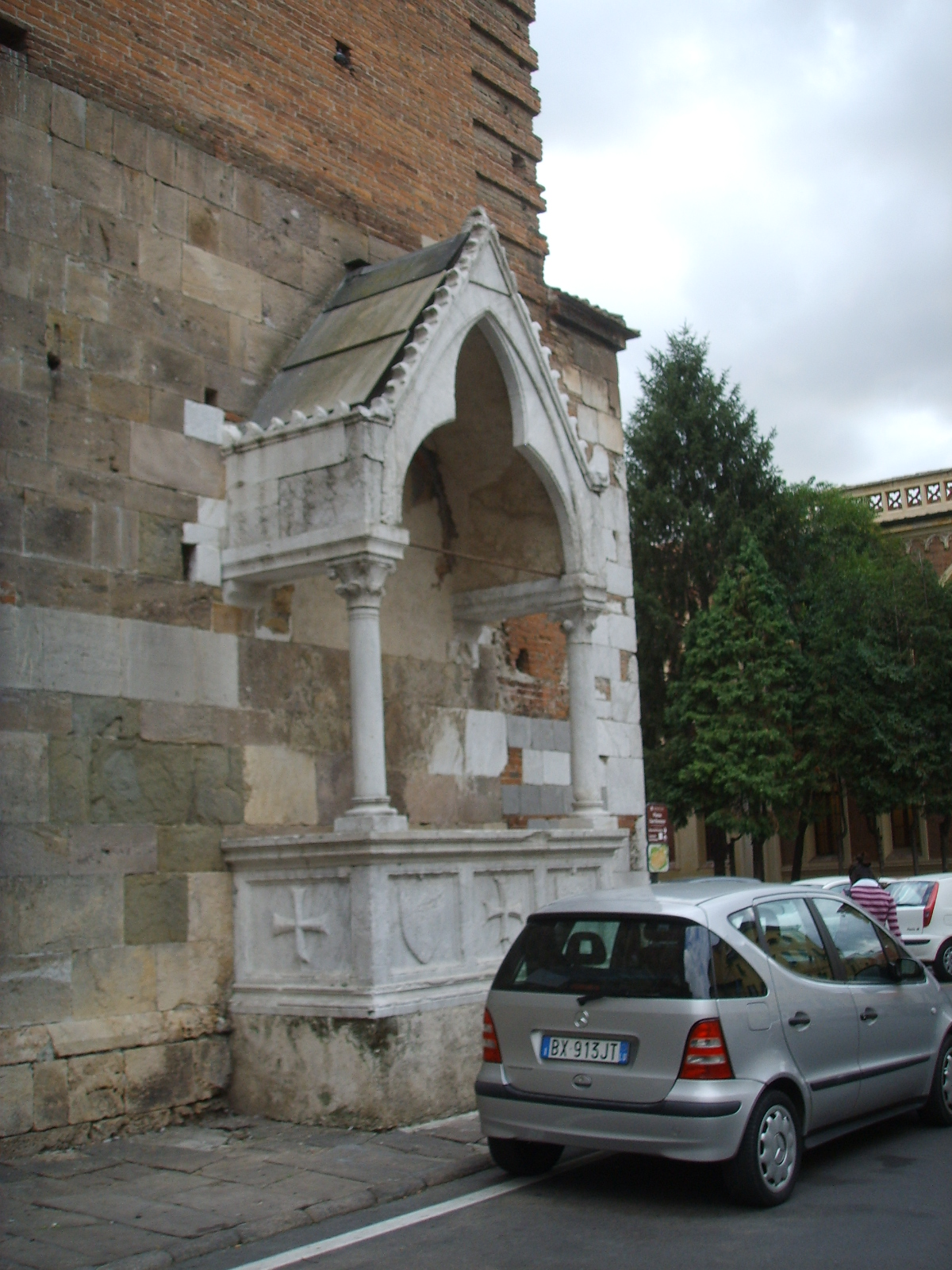
Arca esterna